# Rubrisciurus rubriventer
Rubrisciurus rubriventer es una especie de roedor de la familia Sciuridae, la única en su género.

## Distribución geográfica
Se encuentra sólo en las selvas de Célebes y las islas Sangihe (Indonesia).

## Estado de conservación
Se encuentra amenazada de extinción por la pérdida de su hábitat natural y la caza.